# Stranded Under Endless Sky
Stranded Under Endless Sky — мини-альбом американской пост-рок/эмбиент группы Hammock, выпущен в 2005 году на лейбле Hammock Music.

## Оформление альбома
В оформлении альбома использованы фотографии, сделанные фотографом Томасом Петилло (англ. Thomas Petillo). Макет и дизайн альбома созданы Эндрю Томпсоном.

## Список композиций
| №                   | Название                                 | Длительность |
| ------------------- | ---------------------------------------- | ------------ |
| 1.                  | «Stranded Under Endless Sky»             | 5:00         |
| 2.                  | «Birds Flying in Sequence»               | 7:47         |
| 3.                  | «Always Wishing You Were Somewhere Else» | 3:02         |
| 4.                  | «An Empty Field»                         | 9:40         |
| Общая длительность: | Общая длительность:                      | 25:29        |

## Участники записи
- Авторы композиций, композиторы, исполнители — Эндрю Томпсон, Марк Бирд
- Matt Slocum — виолончель
- Nathan Dantzler — мастеринг
- Skye McCaskey — микс